# Исмаил III
Абу Тораб (перс. ابوتراب‎; 1733, Исфахан — 1773, Абадан, Хузестан), более известный под своим династическим именем как Исмаил III (اسماعیل), был сефевидским принцем, который номинально правил как шах Персии при фактической власти Али Мардан-хана Бахтиари непродолжительное время с 1750 по 1751 год, а затем под властью правителя из рода Зендов Карим Хана Занда с 1751 года до своей смерти в 1773 году.

## Биография
Отцом Абу Тораба был Мирза Мортеза, бывший придворный чиновник, а его матерью была дочь бывшего шаха из династии Сефевидов Султана Хусейна (годы правления 1694—1722).
В мае 1750 года предводитель чахар-лангов Али Мардан-хан Бахтиари и предводитель Зендов Керим-хан штурмовали ворота Исфахана — временно исполняющий обязанности губернатора Абдолфатх-хан и другие известные жители собрались, чтобы защитить крепость города, но согласились сдаться и сотрудничать с нападающими после разумных предложений Али Мардана. Абдолфатх-хан вместе с Али Марданом и Карим Ханом сформировали союз в западном Иране под прикрытием восстановления династии Сефевидов, назначив 17-летнего Абу Тораба марионеточным правителем — 29 июня Абу Тораб был провозглашен шахом и принял династическое имя Исмаил III.
Али Мардан затем принял титул Вакил-е даулат («заместитель государства») как глава администрации, в то время как Абдолфатх-хан сохранил свой пост губернатора Исфахана, а Карим Хан был назначен командующим (сардаром) армии, и ему была поставлена задача завоевать остальную часть Ирана. Али Мардан в конце концов разрушил альянс, убив Абдолфатх-хана и взыскав с жителей высокие налоги.
В январе 1751 года Керим-хан вернулся в Исфахан и наладил в городе порядок. Вскоре между ним и Али Марданом в Луристане произошла битва — во время битвы Исмаил III и Закария Хан (который теперь был его визирем) вместе с несколькими видными офицерами покинули Али Мардана и присоединились к Карим-хану, который в конце концов одержал победу, вынудив Али Мардана и остатки его людей вместе с правителем Луристана Исмаил-ханом Фейли отступить в Хузестан. После того, как в том же году Керим-хан Зенд стал вакилом (регентом), Исмаил находился под надежной охраной в крепости Абадан, где прожил до своей смерти в 1773 году.